# 드미트로 라줌코우

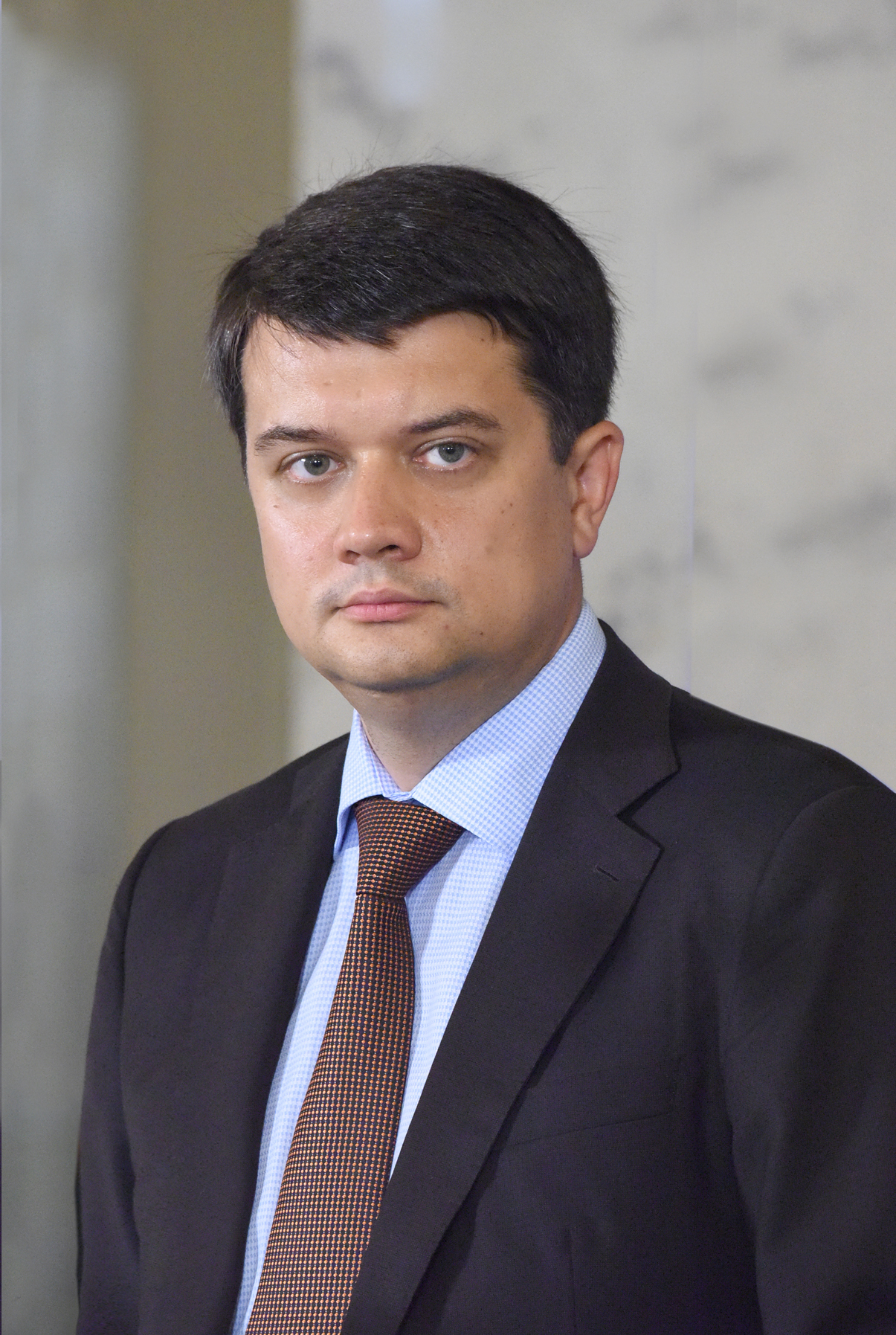
드미트로 라줌코우

드미트로 올렉산드로비치 라줌코우(우크라이나어: Дмитро Олександрович Разумков, 1983년 10월 8일~)는 우크라이나의 정치인으로 2019년 이래 국회의장이다. 현 똑똑한 정치 대표이며, 이전에는 인민의 종의 대표였다.

## 생애
키이우 대학교에서 국제경제관계학을 공부했으며, 우크라이나 국립세무대학교에서 법률학을 전공했다. 우크라이나 정치자문 그룹의 상무이사였으며, 2006년부터 2010년까지 지역당의 당원이었다. 2006년부터 2007년까지 지역당 소속 국회의원 발레리야 마튜하의 보좌관이었으며, 2019년 우크라이나 대통령 선거 당시 볼로디미르 젤렌스키 후보의 정치고문이었다.
부친은 우크라이나 국가안전국방회의의 부의장을 역임한 올렉산드르 라줌코우이다. 부인과의 슬하에 두 자녀를 두고 있다.
국회의장 취임 이후 지속적으로 젤렌스키와 마찰을 겪었으며, 2021년 국회의장 사임 과정에서 라줌코우는 인민의 종 정당을 탈당해 똑똑한 정치당을 창당하고 당대표에 올라섰다.